# 土竜山事件
土竜山事件（どりゅうざんじけん）は、1934年（昭和9年）3月、満州国の三江省依蘭県土竜山（現在の中華人民共和国黒竜江省樺南県土竜山鎮）にて発生した農民武装蜂起事件である。依蘭事件（事変）、または謝文東事件とも呼ばれる。

## 背景
土竜山一帯は、依蘭・樺川・勃利三県の境界にあり、土地は肥沃で、農耕に適した地域であった。1934年1月、関東軍はこの一帯に日本人武装移民を入植させるため、依蘭・樺川・勃利各県を初めとする6県で、可耕地の大規模な強制買収を始めた。買上価格は、熟地と荒地とを分けずに、一律1ヘクタール当たり1元とした。当時依蘭県の土地時価は、熟地で121元から60元、荒地で60元から40元であった。強制買収に抗して地券を出し渋る農民に対しては、農家の壁を銃床で叩き割るなどしてまで、これを探したという。また関東軍は、治安維持を理由に農民が自衛のため所持していた銃器類を没収した。当時北部満州地区で、警備網も手薄であり、自衛のために銃器類は必要であった。このように農民たちにとっては生命と財産の保障が失われると感じられたのである。

## 事件の経過
このような土地や銃器の強制的な買収に対して不満を募らせた農民たちは、土竜山の東方八虎力屯の大地主であり自衛団の団長でもあった謝文東を総司令として、武装蜂起した。謝は、日本人移民団の放逐と江東自治権の確立を標榜して、東北民衆軍を編成した。この情報が、依蘭県内外に伝わり、各地農民が手に手に武器をもって集まり、総数6,700名もの大群となった。3月9日、東北民衆軍の農民たちは日本人移民団を包囲し、警察も武装解除させた。
翌3月10日、依蘭県駐屯の歩兵第63連隊が駆け付けたが、飯塚朝吉連隊長以下19名が戦死する結果に終わった。3月末、土竜山区から撤兵した関東軍は、政治的には威嚇と利益誘導、軍事的には大群で包囲攻撃をするという二面作戦を採用し、民衆軍を孤立、分化、瓦解させていった。7月下旬には、民衆軍は800名ばかりとなり、10月初め、樺木崗にて関東軍の襲撃にあった民衆軍は大きな損害を受け、謝は、依蘭県吉興河の深山密林地帯に逃げ込んだ。

## 本事件の与えた影響
本事件は初期の満州移民政策に見直しを迫ることになる一方で、満州における抗日統一戦線の契機になった。具体的には、1935年7月「満州国」政府に拓政司が設置された。すなわち、建国当初は入植状況の把握すらできず政策実施に全く関与できなかった「満州国」政府が、本事件の勃発を受けて、日本人移民の政策実施に参与する転機となったのである。

## その後の経過
事件後、買収工作は満州国政府がこれを引継ぎ、関東軍は武装討伐を行った。1936年（昭和11年）9月、謝らは中国共産党系の東北抗日連軍に合流し、第8軍を編成した。
1939年（昭和14年）3月、日本側の説得工作に応じた謝は関東軍司令官植田謙吉大将の赦免状により、植田と満州国総理の張景恵に「謝罪」し帰順した。以後、石原莞爾の口添えで満州国協和会の顧問に就任して三江省の治安回復などに尽力した。戦後は国民党に就いて国民党軍中将として中国共産党軍やソ連軍と対峙しながら克山県県長として日本人保護などにもあたっていたが、1946年末に捉えられ、漢奸匪賊として依蘭（イーラン）にて斬首刑に処せられた。